# Schlankwelse
Die Schlankwelse (Amblycipitidae) sind eine Fischfamilie aus der Ordnung der Welsartigen (Siluriformes).  Sie sind in schnellfließenden Gewässern Süd- und Ostasiens von Pakistan  bis Malaysia, Korea und Südjapan verbreitet.

## Merkmale
Schlankwelse sind kleine schmerlenähnliche Fische mit etwa vier bis fünfzehn Zentimetern Gesamtlänge. Das Vorderende des Körpers ist abgeflacht. Der Kopf trägt vier paar Barteln. Die Rückenflosse hat eine kurze Basis und ist, ebenso wie die paarigen Flossen, von einer dicken Hautschicht bedeckt. Sie weist nur einen schwachen Hartstrahl auf, der allerdings zu schmerzhaften Verletzungen führen kann. Ein Hartstrahl ist bei den Brustflossen vorhanden. Eine Fettflosse ist vorhanden und geht bei manchen Arten in die Schwanzflosse über. Auch die Basis der Afterflosse ist kurz, sie weist neun bis achtzehn Weichstrahlen auf. Das Seitenlinienorgan ist nur schwach ausgebildet oder fehlt völlig. Die Schwimmblase ist zurückgebildet und von Knochen eingeschlossen. Familientypisch ist eine becherartige Hautfalte vor den Brustflossen, auf der die Kiemenmembranen bei geschlossenem Kiemendeckel zu ruhen kommen. Hierbei könnte es sich um eine Anpassung zur Atmung in schnellfließenden Gewässern handeln.

## Systematik
Die Schlankwelse werden der Überfamilie Sisoroidea zugerechnet, die nach Molekularbiologischen Untersuchungen in die „Big Asica“-Gruppe gestellt wird.
Die Familie umfasst vier Gattungen mit etwa 40 Arten:
- Amblyceps
  - Amblyceps apangi
  - Amblyceps arunchalensis
  - Amblyceps caecutiens
  - Amblyceps carinatum
  - Amblyceps foratum
  - Amblyceps improcerum Ng & Kottelat, 2018
  - Amblyceps laticeps
  - Amblyceps macropterus
  - Amblyceps mangois
  - Amblyceps mucronatum
  - Amblyceps murraystuarti
  - Amblyceps platycephalus
  - Amblyceps protentum
  - Amblyceps serratum
  - Amblyceps tenuispinis
  - Amblyceps torrentis
  - Amblyceps tuberculatum
  - Amblyceps variegatum
  - Amblyceps yunnanensis
- Liobagrus
  - Liobagrus aequilabris
  - Liobagrus andersoni
  - Liobagrus anguillicauda
  - Liobagrus chenghaiensis
  - Liobagrus formosanus
  - Liobagrus hyeongsanensis
  - Liobagrus kingi
  - Liobagrus marginatoides
  - Liobagrus marginatus
  - Liobagrus mediadiposalis
  - Liobagrus nantoensis
  - Liobagrus nigricauda
  - Liobagrus obesus
  - Liobagrus reinii
  - Liobagrus styani
- Nahangbagrus
  - Nahangbagrus songamensis
- Xiurenbagrus
  - Xiurenbagrus dorsalis
  - Xiurenbagrus gigas
  - Xiurenbagrus xiurenensis